# اچ‌ام‌اس اوتوی
اچ‌ام‌اس اوتوی (به انگلیسی: HMS Otway) یک زیردریایی بود که طول آن ۲۷۵ فوت (۸۳٫۸ متر) بود. این زیردریایی در سال ۱۹۲۶ ساخته شد.